# Philippa de Dreux (1192-1242)
Pour les articles homonymes, voir Philippe de Dreux.
Ne doit pas être confondu avec Philippe de Dreux  (1158-1217).
Philippe de Dreux ou Philippa de Dreux est une aristocrate française née en 1192 et morte le 17 mars 1242.

## Biographie
Cinquième des douze enfants issus du mariage de Robert II de Dreux et de sa seconde épouse, Yolande de Coucy, elle épouse en 1218 ou 1219 Henri II de Bar (1190–1239), fils de Thiébaut Ier de Bar et d'Ermesinde de Bar-sur-Seine.
Le couple aura cinq enfants :
- Marguerite (1220–1275), qui épouse en 1240 Henri V de Luxembourg ;
- Thiébaut (v. 1221-1291) ;
- Henri (mort en 1249) ;
- Jeanne (1225–1299), qui épouse Frédéric de Blamont (dit Ferry de Salm) en 1242, puis Louis V de Chiny en secondes noces ;
- Renaud (mort en 1271).

Lors du départ de son mari pour les croisades en juin 1239 (où il mourra quelques mois plus tard), elle assure la régence du comté avec son fils, Thiébaut.

## Sources
- Marcel Grosdidier de Matons, « Le Comté de Bar des origines au traité de Bruges », Mémoires de la Société des lettres, sciences et arts de Bar-le-Duc (1871-1946), vol. 43 (5e série, tome III),‎ 1918-1921 (lire en ligne).